# Franko von Dortmund
Franko von Dortmund (* im 12. Jahrhundert; † 7. Januar 1234) war Vizedominus und Domherr in Münster.

## Leben
Franko von Dortmund entstammte dem Adelsgeschlecht der Grafen von Dortmund. Seine Herkunftsfamilie ist nicht bekannt. 1212 wird er als Domherr zu Münster erstmals urkundlich erwähnt. 1230 war er Vizedominus. In diesem Amt, welches mit der Vertretung des Landesherrn verbunden war, blieb er bis 1233. Über seinen weiteren Lebensweg ist nichts bekannt.